# Szintasta-kultúra
A Szintasta-kultúra korai bronzkori kultúra volt az eurázsiai sztyeppe az Urál felső folyása és a Tobol közötti részén, amelyet i.e. 2100–1800 közé datálnak. Névadója a Szintasta, a Tobol mellékfolyója amelynek bal partján tárták fel a Szintasta régészeti lelőhelyet. A kultúra életében fontos szerepet játszott a hadviselés és a távolsági kereskedelem.  A Szintasta-kultúra kialakulásához hozzájárult a Fekete-tenger körüli („cirkumpontikus”) technikai-kulturális hálózat szétesése és a Katakomba-kultúra népének terjeszkedése. 
A kultúra egyik leágazása a Petrovka-kultúrában folytatódott, helyi elemek beolvasztásával. 

## Jellemzői
A déli Transzurálban a Szintasta-kultúra megjelenése erőteljes lökést adott a kulturális fejlődésnek. Hagyatéka élesen eltér a korábbi szegényes helyi rézkori kultúrákétól. Fazekassága és fémművessége rokonságot mutat az Abasevo- és a Katakomba-kultúráéval. 
A lelőhelyeken erődített településeket és temetőket tártak fel. A temetőkben teljes lóáldozatot, kocsikat és rengeteg fegyvert találtak, ami politikai összetettségre, a hierarchia meglétére, egy elit jelenlétére utal.  Ez az elit azonban anyagi értelemben nem különül el a népesség többi részétől a régészeti hagyatékban.  A településeket tömbszerű, zárt, szabályos elrendezés jellemzi, amelynek párhuzamai helyben nem, hanem a Balkánon, Kelet-Anatóliában és a Pontus térségében találhatók meg. A Transzurálba dél-délnyugatról történő vándorlással kerültek. A temetkezésben a kurgánhagyomány folytatása és gazdag állatáldozati rendszer figyelhető meg, ami a letelepedett életmód jellemzője. A településrendszer talán fejlett államszervezési felfogást tükröz. 
A Szintasta-korszakban a környezeti feltételek szárazak voltak, de a Transzurálban föld és víz bőven rendelkezésre állt. 
A réz mellett jellemző volt az arzénbronz használata. A rezet a Urál felső folyásától keletre lévő Vorovszkaja Jama bányából nyerték, amely 2-3%-os kvarcrézércet tartalmazott. A tiszta részhez 1-2,5% arzén hozzáadásával arzénbronzot gyártottak.  Itt jelent meg a küllős kerék és innen terjedt el ezután keleti, nyugati és déli irányban a lóval, a lószerszámokkal – korong alakú csont zablaszerelékek – és a kézzel felrakott edényekkel együtt. 

## Régészeti lelőhelyei

### Szintasta
A területen 6 kurgánban 40 sírban i. e. 1500 körülről olyan temetkezéseket tártak fel, amelyek sok mindenben egyeznek a Rigvédában leírt temetkezési szertartásra. V. F. Gening ezen és más adatok alapján úgy gondolta, hogy az indoárja népek elődei az. i. e. 2. évezred végéig Közép-Ázsiában éltek. 